# سليمان خليلوفيتش
سليمان خليلوفيتش ، من مواليد 14 نوفمبر 1955 ، لاعب كرة قدم باكستاني سابق.
لعب مع منتخب يوغسلافيا لكرة القدم

## وصلات خارجية
- سليمان خليلوفيتش على موقع قاعدة بيانات كرة القدم.إي يو (الإنجليزية)
- سليمان خليلوفيتش على موقع ناشيونال فوتبول تيمز (الإنجليزية)
- سليمان خليلوفيتش على موقع عالم كرة القدم.نت (الإنجليزية)